# Arjasa (Sukowono)
Arjasa is een bestuurslaag in het regentschap Jember van de provincie Oost-Java, Indonesië. Arjasa telt 3279 inwoners (volkstelling 2010).